# Chênois Genève Volleyball
Lo Chênois Genève Volleyball è una società pallavolistica maschile svizzera, con sede a Chêne-Bougeries: milita nel campionato svizzero di Lega Nazionale A.

## Rosa 2017-2018
| N° | Nome               | Ruolo | Data di nascita  | Nazionalità sportiva |
| -- | ------------------ | ----- | ---------------- | -------------------- |
| 1  | Enes Duštinac      | C     | 5 febbraio 1992  | Serbia               |
| 2  | Arshdeep Dosanjh   | P     | 30 luglio 1996   | Australia            |
| 4  | Antonio dos Santos | C/O   | 3 gennaio 1999   | Svizzera             |
| 5  | Stepan Abramov     | C     | 19 gennaio 1988  | Svizzera             |
| 6  | Jérôme Fellay      | S     | 29 gennaio 1989  | Svizzera             |
| 7  | Luka Babić         | S/O   | 7 luglio 1994    | Montenegro           |
| 8  | Quentin Zeller     | S     | 29 marzo 1994    | Svizzera             |
| 10 | Yann Prönnecke     | L     | 21 aprile 1996   | Svizzera             |
| 12 | Antoine Blazy      | P     | 13 dicembre 1989 | Svizzera             |
| 15 | Ruï dos Santos     | C     | 24 marzo 1984    | Portogallo           |
| 10 | Denis Abramov      | S/O   | 28 ottobre 1999  | Svizzera             |
| 18 | Milorad Kapur      | L     | 5 marzo 1991     | Serbia               |

## Palmarès
- Campionato svizzero: 7

1983-84, 1995-96, 1996-97, 2001-02, 2005-06, 2011-12, 2020-21
- Coppa di Svizzera: 8

1978-79, 1985-86, 1992-93, 1993-94, 1996-97, 2001-02, 2002-03, 2005-06
- Supercoppa svizzera: 5

1997, 2005, 2010, 2011, 2023